# Sally Hemings
Sarah ‘Sally’ Hemings (Charles City County, ca. 1773 – Charlottesville, 1835) was een Amerikaans slavin. Zij was eigendom van founding father en president Thomas Jefferson (1743-1826). Ze bracht het grootste deel van haar leven door op Jeffersons landgoed Monticello in de staat Virginia; in de jaren 1787-1789 woonde ze in Parijs, waar Jefferson ambassadeur was. 
Zij kreeg ten minste zes kinderen, van wie er vier volwassen werden; hoogstwaarschijnlijk was Jefferson de vader. Haar kinderen werden in slavernij geboren. Toen de oudste twee meerderjarig werden verlieten ze met toestemming van Jefferson Monticello; ze leefden buiten Virginia als vrije witte burgers. De jongste twee werden in Jeffersons testament officieel vrijgemaakt. Na het overlijden van Jefferson in 1826 verliet ook Hemings Monticello; ze leefde tot haar dood in vrijheid in Charlottesville.
Vanaf circa 1800 gingen er geruchten dat Jefferson een relatie met Hemings zou hebben waaruit een aantal kinderen was geboren. Jefferson heeft hier nooit op gereageerd; zijn familie en zijn bewonderaars hebben het altijd ontkend. De meeste 19e- en 20e-eeuwse biografen verwierpen de geruchten, zonder ze echter grondig te onderzoeken. Pas eind 20e eeuw bleek uit archief- en bronnenonderzoek dat er wel degelijk aanwijzingen waren dat Jefferson en Hemings jarenlang een relatie hadden. In 1998 bevestigde DNA-onderzoek een familieband tussen nakomelingen van Hemings en de familie Jefferson. 
De conclusie dat Thomas Jefferson de vader was van de kinderen van Sally Hemings is anno 2021 breed geaccepteerd. Sommige partijen geven als alternatieve verklaring dat Jeffersons broer Randolph de vader zou zijn.

## Jeugd
Sally Hemings was de dochter van Elizabeth Hemings en John Wayles. John Wayles was een witte slavenhandelaar, plantagehouder en advocaat. Na het overlijden van zijn derde vrouw in 1761 werd zijn slavin Elizabeth Hemings zijn concubine. Zij was zelf het kind van een witte man en een zwarte vrouw. Ze kreeg met Wayles ten minste zes kinderen, waaronder Sally.

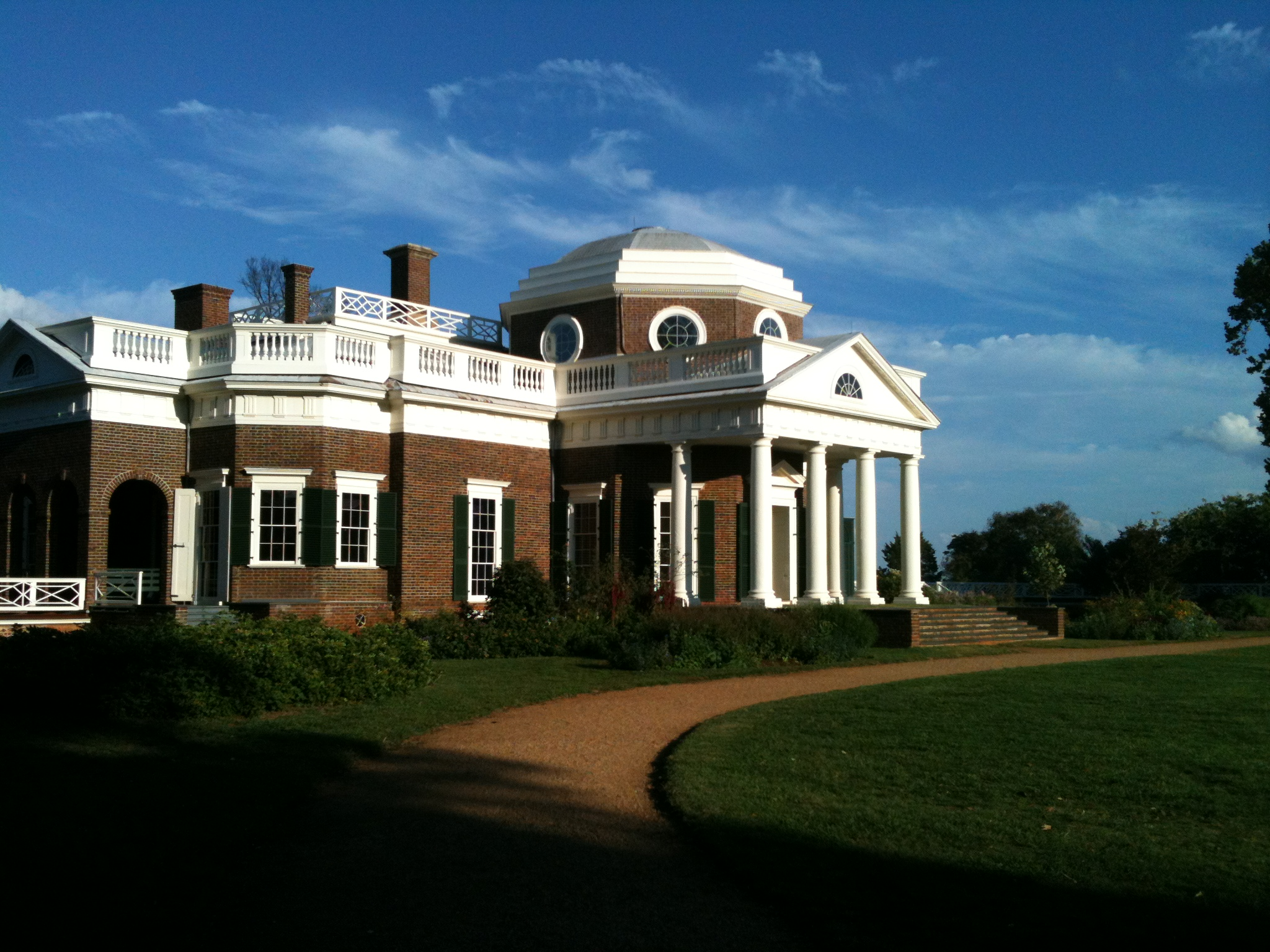
Monticello

John Wayles had uit zijn eerste huwelijk een dochter,  Martha Wayles (1748-1782), die in 1771 getrouwd was met Thomas Jefferson. Martha Wayles-Jefferson erfde na het overlijden van haar vader in 1773 Elizabeth Hemings en haar kinderen, waarvan een aantal haar halfbroers en -zussen waren. Zij nam het gezin Hemings op in haar huishouden in Monticello. Zij hadden daar binnen de slavengemeenschap een bevoorrechte positie; de dochters werkten voornamelijk in het huis en de zoons kregen de kans een vak te leren. Dit veranderde niet na de vroege dood van Martha Jefferson in 1782.

## Parijs en relatie met Jefferson
In 1787 reisde Sally Hemings via Londen naar Parijs, waar Jefferson sinds enkele jaren ambassadeur was. Zij moest Jeffersons jongste dochter Maria (Polly) naar haar vader brengen. Hemings was op dat moment veertien en werd omschreven als nagenoeg wit, knap, met lang haar. Haar broer James woonde al in Parijs waar hij op initiatief van Jefferson werd opgeleid tot kok. In het huishouden van Jefferson in Parijs kreeg ze als dienstmeisje/chaperonne voor Polly Jefferson en haar oudere zus Martha een klein loon. Het vermoeden is dat Jefferson in Parijs een seksuele relatie begon met Hemings, de halfzuster van zijn overleden vrouw.

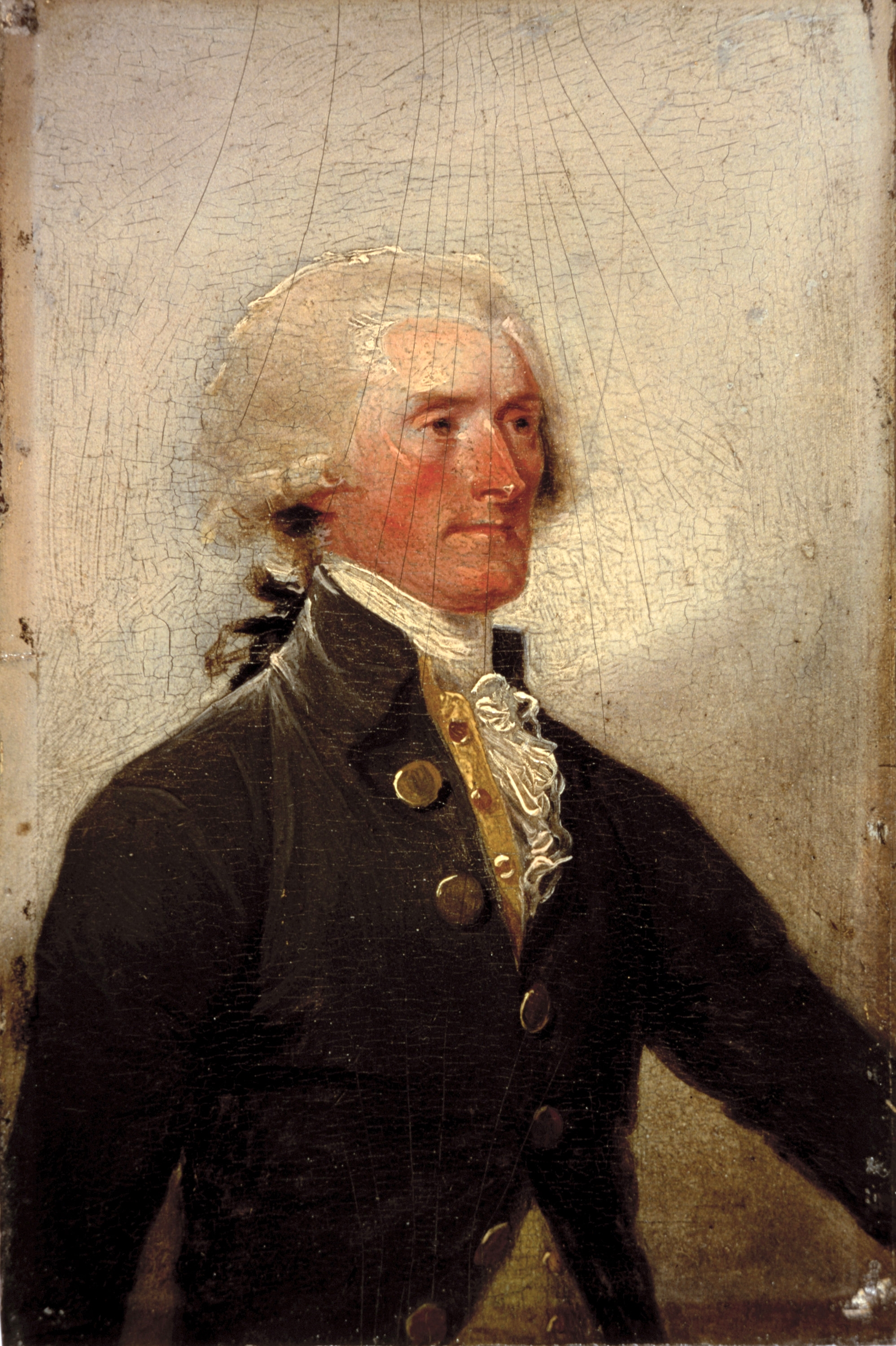
Thomas Jefferson (1788), geschilderd door John Trumbull

In Frankrijk werd slavernij niet erkend. Een Amerikaanse slaaf kon bij de Franse autoriteiten een verzoek doen om te worden vrijgemaakt. Dat verzoek werd gehonoreerd, wat de slavenhouder er ook van vond. In 1789 weigerde Hemings, inmiddels zwanger, om met Jefferson terug te gaan naar Amerika. Pas toen Jefferson haar had beloofd dat zij op Monticello een bevoorrecht leven zou hebben en dat hij al haar kinderen vrij zou maken zodra ze meerderjarig werden, was ze bereid om met hem terug te keren naar Virginia. Op Monticello werd Hemings het kamermeisje van Jefferson; ze was verantwoordelijk voor het onderhoud van zijn kamers en kleding, en deed naaiwerk. Andere slaven hebben later verklaard dat zij wisten dat Hemings een verhouding had met Jefferson. Ook gasten van Jefferson maakten melding van de relatie.

## Kinderen
Kort na haar terugkeer uit Frankrijk beviel Hemings van een kind dat maar kort leefde. In de jaren daarna kreeg ze nog zes kinderen. Drie zoons (Beverley, Madison en Eston) en een dochter (Harriet) werden volwassen. Twee dochters stierven heel jong. De kinderen konden volgens bronnen uit die tijd 'doorgaan voor wit' maar groeiden op als slaven. Ze leken erg op Jefferson, wat bezoekers opviel maar door Jefferson en zijn familie werd genegeerd.
Anders dan andere kinderen van slaven op Monticello, hoefden de vier kinderen van Hemings toen ze tien jaar oud werden niet te gaan werken in de werkplaats, de spinnerij, op het land of in de moestuin. De drie jongens kwamen toen ze twaalf waren in de leer bij hun oom John Hemings. Hij was de meestertimmerman op Monticello en werkte nauw samen met Jefferson bij het realiseren van zijn bouwprojecten. Hij leidde zijn neven op tot competente vaklieden. Dochter Harriet leerde weven toen ze zestien was. Van de zoons is bekend dat ze alle drie goed viool speelden, net als Jefferson zelf.
Toen de twee oudste kinderen, Beverley en Harriet, meerderjarig waren geworden gaf Jefferson hun toestemming Monticello te verlaten. Hun jongere broers Madison en Eston werden na Jeffersons overlijden in 1826 in zijn testament vrijgemaakt, samen met drie oudere leden van de familie Hemings met wie Jefferson veel had samengewerkt. Omdat Jefferson grote schulden naliet werden Monticello, en veel van de slaven die daar leefden en werkten, na zijn dood verkocht.

## Laatste levensjaren
Sally Hemings verliet Monticello kort na de dood van Jefferson  en vertrok naar Charlottesville, waar ze tot haar dood bij haar twee jongste zoons woonde. Jeffersons dochter en erfgenaam Martha Randolph verklaarde haar in 1834 onofficieel vrij. Bij een volkstelling in 1830 werden Hemings en haar zoons geregistreerd als 'wit'. Beverly, Harriet en Eston Hemings kozen ervoor als witte burgers te leven. Alleen Madison Hemings bleef deel uitmaken van de zwarte gemeenschap.

## Jefferson-Hemings controverse
In 1802 publiceerde de journalist James Callender een artikel over de relatie tussen Jefferson en Hemings. Daarin claimde hij dat Thomas Jefferson kinderen had verwekt bij "Sally, een van zijn slavinnen op Monticello". Callenders artikel was koren op de molen voor Jeffersons politieke tegenstanders; het werd tijdens zijn presidentschap (1801-1809) in veel kranten gepubliceerd. Jefferson heeft hier nooit publiekelijk op gereageerd. Het is onbekend of hij de berichten ooit heeft besproken met familieleden of vrienden. In zijn brieven wordt Sally Hemings in ieder geval nauwelijks - en alleen maar terloops - genoemd.

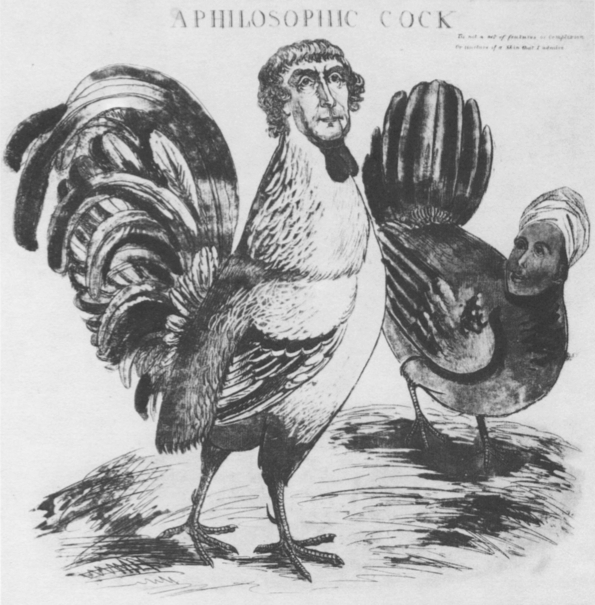
Spotprent uit 1804 over de relatie tussen Jefferson en Hemings

### Verklaringen familie Jefferson
Na Jeffersons dood hebben zijn dochter Martha Jefferson Randolph en haar kinderen altijd stellig volgehouden dat Jefferson geen verhouding met Hemings had, en niet de vader van haar kinderen was. Zijn hoogstaande karakter en zijn trouw aan zijn overleden vrouw zouden dat volgens hen onmogelijk hebben gemaakt. Ook stelden ze dat Jefferson helemaal niet op Monticello was in de periodes dat een aantal van Hemings' kinderen moest zijn verwekt. (Dit bleek later niet te kloppen. ) Het feit dat de kinderen sprekend op hem leken verklaarden zij door te suggereren dat een van de zoons van Jeffersons zuster, Peter Carr of Samuel Carr, de vader was.

### Interview met Madison Hemmings
In 1873 publiceerde een krant in Ohio het verslag van een gesprek met Madison Hemings, Sally Hemings' tweede zoon. Daarin vertelde hij onder andere dat zijn moeder toen ze 15 of 16 was in Parijs de concubine van Thomas Jefferson was geworden, en Jefferson had laten beloven al haar kinderen vrij te maken zodra ze meerderjarig waren. 

## Onderzoek
De Jefferson-Hemings controverse is in de Verenigde Staten twee eeuwen lang een onderwerp van discussie en onenigheid gebleven. Veel Amerikanen vonden het verhaal geloofwaardig, maar tot ver in de 20e eeuw wezen de meeste historici het van de hand. Dit deden ze echter vaak zonder de verklaringen van alle betrokken partijen even grondig op feitelijke juistheid te controleren. Het wordt aannemelijk geacht dat bij sommige historici vooroordelen over slaven hierbij bewust of onbewust een rol speelden, en ook de wens om de reputatie van Jefferson te beschermen.

### Historisch onderzoek
Eind 20e eeuw is er voor het eerst degelijk historisch onderzoek gedaan naar de Jefferson-Hemings controverse, vooral door de historicus en jurist Annette Gordon-Reed. Hieruit bleek dat er serieuze aanwijzingen waren dat Jefferson en Hemings jarenlang een relatie hadden, en dat hij de vader was van haar kinderen.
Er zijn verklaringen van bewoners en bezoekers van Monticello dat Jefferson een relatie had met Sally Hemings. Ooggetuigen, waaronder Jeffersons kleinzoon, vermeldden dat de kinderen Hemings sprekend op hem leken. Ook zijn alle kinderen vernoemd naar familieleden en vrienden van Jefferson.
Bronnen tonen aan dat alle kinderen van Sally Hemings waren verwekt als Jefferson op Monticello was; zij werd niet zwanger wanneer hij een langere periode afwezig was.
De kinderen van Sally Hemings werden door Jefferson beter behandeld dan kinderen van andere slaven; zij kregen een goede opleiding en aantrekkelijk werk. Ook is het gezin van Sally Hemings het enige gezin waarvan Jefferson alle leden heeft vrijgemaakt.

### DNA-onderzoek
In 1998 toonde DNA-onderzoek aan dat de vader van Eston, het jongste kind van Sally Hemings, een persoon moest zijn geweest met hetzelfde mannelijke Y-chromosoom als Jefferson. Dit sloot Jeffersons neven Peter en Samuel Carr uit; zij waren via hun moeder met de Jeffersons verwant en hadden dus dit Y-chromosoom niet geërfd. Er kwamen wel andere mannelijke Jeffersons op Monticello, maar volgens de onderzoekers was  "de eenvoudigste en meest waarschijnlijke" conclusie dat Thomas Jefferson de vader van Eston Hemings was.

## Conclusies over vaderschap
De Thomas Jefferson Foundation, die Monticello beheert, gaat er sinds 2000 vanuit dat Thomas Jefferson de vader is van Eston Hemings, en hoogstwaarschijnlijk van alle kinderen van Sally Hemings. Dit is de verhaallijn die op Monticello aan de bezoekers wordt gepresenteerd en inmiddels ook onder historici breed wordt geaccepteerd.
De Thomas Jefferson Heritage Society die het erfgoed van Jefferson wil bewaken blijft van mening dat Sally Hemings maar een kleine rol heeft gespeeld in het leven van Thomas Jefferson. Als reactie op het DNA-onderzoek suggereerden zij dat Jeffersons jongere broer Randolph (1755-1815) de vader kon zijn van Eston Hemings. Dit wordt echter in het algemeen minder waarschijnlijk geacht.

## Kunst
In 2014 maakte de Amerikaanse kunstenaar Titus Kaphar een schilderij dat verwijst naar de relatie tussen Hemings en Jefferson. Het schilderij toont een geschilderd portret van Thomas Jefferson waarvan het doek is losgekomen van de lijst; van achter dit doek komt een naaktportret van een zwarte vrouw tevoorschijn. Het werk kreeg de titel Beyond the Myth of Benevolence.